# 石马寺石窟
石马寺，位于山西省晋中市昔阳县西南12公里处的石马村，是中华人民共和国全国重点文物保护单位之一。
1986年8月18日，公布为山西省文物保护单位，2013年5月公布为全国重点文物保护单位，是一座以石刻为主体的摩崖造像群。宋代为寿圣寺，现存石刻造像千尊左右。